# Federico Tabeira
Federico Tabeira, vollständiger Name Federico Nicolás Tabeira Arrúa, (* 8. Februar 1996 in Montevideo) ist ein uruguayischer Fußballspieler.

## Karriere

### Verein
Der 1,75 Meter große Offensivakteur Tabeira stand mindestens in der Saison 2013/14 im Kader des uruguayischen Zweitligisten Club Atlético Atenas. Beim Verein aus San Carlos werden in jener Spielzeit acht Spiele und zwei Treffer in der Segunda División für ihn geführt. Am Saisonende stieg sein Klub in die höchste uruguayische Spielklasse auf. Anfang September 2014 wechselte er auf Leihbasis zum tschechischen Erstligisten Slovan Liberec. Damit ist Tabeira der erste uruguayische Spieler in der tschechischen Liga. Bei Slovan Liberec wurde er zunächst als Mitglied der Nachwuchsmannschaft geführt. Meldungen über einen Einsatz im Profiteam sind dort nicht vorhanden. Zum Jahresbeginn 2016 kehrte er nach Uruguay zu Atenas zurück und bestritt in der Clausura 2016 acht Zweitligaspiele (kein Tor) für den Klub.

### Nationalmannschaft
Tabeira gehörte dem Aufgebot der uruguayischen U-17-Nationalmannschaft bei der U-17-Südamerikameisterschaft 2013 in Argentinien an, die die von Fabián Coito betreute Celeste als Vierter abschloss.